# Андрякова, Мария Егоровна
Мария Егоровна Андрякова (4 ноября 1923 — 25 декабря 1995) — передовик советского сельского хозяйства, трактористка колхоза «Победа» Старошайговского района Мордовской АССР, Герой Социалистического Труда (1966).

## Биография
Родилась в 1923 году в селе Ингенер-Пятина, ныне Старошайговского района республики Мордовия в крестьянской семье.  
Трудоустроилась в 1938 году рядовой колхозницей. В Великую Отечественную войну работала прицепщиком на тракторе. В 1944 году окончила курсы трактористов и села за штурвал трактора «Фордзон».  
С 1945 года Мария Андрякова беспрерывно работала старшим трактористом колхоза «Победа» и стала механизатором широкого профиля. С каждым годом Мария улучшала свои производственные показатели и к 1965 году на тракторе сумела выработать 750 гектаров мягкой пахоты.   
Указом Президиума Верховного Совета СССР от 22 марта 1966 года за получение высоких результатов в сельском хозяйстве и рекордные показатели в уборке урожая Марии Егоровне Андряковой было присвоено звание Героя Социалистического Труда с вручением ордена Ленина и медали «Серп и Молот». 
Позже была переведена на должность заведующей складом. 
Являлась депутатом Верховного Совета РСФСР 7-го созыва, также депутатом Верховного Совета Мордовской АССР, и депутатом Мельцанского сельского Совета.  
Проживала в родном селе. Умерла 25 декабря 1995 года.

## Награды
За трудовые успехи была удостоена:
- золотая звезда «Серп и Молот» (22.03.1966)
- орден Ленина (22.03.1966)
- другие медали.

## Память
- В селе Старое Шайгово, на мемориале Героям увековечено её имя.